# Swamibagh
Swamibagh es un pueblo y nagar Panchayat situado en el distrito de Agra en el estado de Uttar Pradesh (India). Su población es de 2039 habitantes (2011). 

## Demografía
Según el censo de 2011 la población de Swamibagh era de 2039 habitantes, de los cuales 1045 eran hombres y 994 eran mujeres. Swamibagh tiene una tasa media de alfabetización del 90,47%, superior a la media estatal del 67,68%: la alfabetización masculina es del 91,04%, y la alfabetización femenina del 89,88%.